# Ponova
Die Ponova  (übersetzt: Erneuerung; Državno Ravneteljstvo za Ponovu) genannte Staatsdirektion für wirtschaftliche Erneuerung (DRP) wurde im Juni 1941 im Unabhängigen Staat Kroatien (USK) gegründet. Sie war zuständig für die Evakuierung fremdstämmiger Einwohner, wurde Eignerin der Habe aller Deportierter und durfte in Eigenregie Enteignungen vornehmen.

## Entstehungsgeschichte
Der Unabhängige Staat Kroatien hatte im Jahr 1941 etwa 6,5 Mio. Einwohner, von denen fast die Hälfte Nichtkroaten waren.  Nach der hochgerechneten Volkszählung von 1931 gab es etwa 1,9 Mio. orthodoxe Serben, 0,8 Mio. muslimische Bosniaken, 175.000 Deutsche, 75.000 Ungarn, 45.000 Tschechen, 40.000 Juden, je 25.000 Ukrainer und Roma, 22.000 Slowaken und 5.000 Italiener. Am 30. April 1941 erließ Ante Pavelić drei Gesetze, mit denen die Ausgrenzung eingeleitet wurde:
- Gesetz über die Rassenzugehörigkeit mit der Definition von Juden und Zigeunern
- Gesetz über den Schutz des arischen Blutes und der Ehre des kroatischen Volkes
- Gesetz über die Staatsangehörigkeit, das zwischen Staatsbürgern und mehr oder weniger rechtlosen Staatsangehörigen unterschied.

Am 4. Juni wurde in Zagreb eine Vereinbarung mit dem Deutschen Reich unterzeichnet, um 170.000 Slowenen aus dem CdZ-Gebiet Kärnten und Krain und dem CdZ-Gebiet Untersteiermark, die ursprünglich nach den Plänen des Reichskommissar für die Festigung deutschen Volkstums Heinrich Himmler nach Serbien deportiert werden sollten, wegen Sicherheitsbedenken der Wehrmacht nach Kroatien zu bringen. Parallel dazu sollten Serben in Kroatien nach Serbien abgeschoben werden. Das war Teil des Völkermords an den Serben im Unabhängigen Staat Kroatien im Sinne von Hitlers Plänen einer ethnischen „Flurbereinigung“. Der USK machte weitreichende Ansiedlungspläne für Burgenlandkroaten, kroatische Minderheiten aus Istrien und Südosteuropa sowie armer kroatischer Familien aus vermeintlich übervölkerten Gebieten Kroatiens. Justizminister Milovan Žanić sprach sogar von 800.000 „jämmerlich armen“ Auswanderern in Amerika, für die man zwecks Heimkehr einen Herdplatz „säubern“ werde.

## Organisation der Vertreibungen
Die Ponova war zunächst direkt dem Diktator Ante Pavelić unterstellt und hatte in allen 141 Bezirken Umsiedlungsbüros, die Deportationslisten sowie Verzeichnisse serbischer Siedlungen, Immobilien und orthodoxer Klöster erstellte. Sie stand unter der Leitung von Josip Rožanković. Parallel wurde im Wirtschaftsministerium ein Institut für Kolonisation gegründet, das sich um die kroatischen Siedler kümmern sollte. Da die meisten Ansiedlungsvorhaben nicht realisiert werden konnten, blieben Enteignungen und Deportationen die wichtigsten Aufgaben der Ponova. Dabei arbeitete sie eng mit den Polizeibehörden der RAVSIGUR und Ustaška nadzorna služba zusammen.
Die Beamten distanzierten sich von wilden Vertreibungen der Ustascha-Milizen und Bandengewalt im Bürgerkrieg und verschwiegen in ihren Berichten zu den von ihnen organisierten Deportationen Plünderungen, Vergewaltigungen und Morde an Internierten. In den Bürgerausschüssen für die staatliche Vertreibung waren mehrheitlich örtliche Honoratioren, denen die soziale Lage ihrer Gemeinden am Herzen lag und die sich dem gewaltsamen Ustascha-Projekt einer ethnischen Säuberung anschlossen.
Bei der Verfolgung von Serben, Juden und Roma bereicherten sich Einzelpersonen, Ustascha-Gliederungen, Behörden, deutsche und italienische Besatzer in einem Raub- und Plünderungszug. Pavelić erließ Verordnungen wie die zur Anmeldung verborgenen Vermögens und Eigentums Ausgesiedelter und jener die das Land verlassen haben und die Ponova erließ strikte Regeln, deren Missachtung von Standgerichten mit dem Tod bestraft werden konnten.
Die Ustascha schloss die Nationalisierung der Vermögen Anfang 1942 ab und die Ponova übertrug ihr Vermögen an das Amt für verstaatlichtes Eigentum (Ured za pordzavljeni imetak).